# Володько Олександр Павлович
Олекса́ндр Па́влович Володько́ (біл. Алякса́ндр Па́ўлавіч Валадзько́ / пол. Aleksander Wołodko; 18 червня 1986, с. Мотоль) — білоруський футболіст польського походження, півзахисник. Нині виступає грає в клубі «БАТЕ».

## Клубна кар'єра

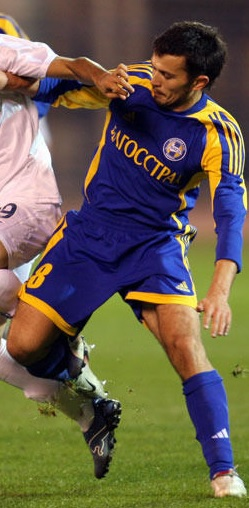
Олександр Володько в БАТЕ, 2008

Вихованець ДЮСШ (Іванове), перший тренер — Ігор Михайлович Качула. Згодом перебрався до структури «Динамо», починаючи з 2005 року виступаж за головну команду берестейського клубу. У сезоні 2007 року закріпився в основі «Динамо», допоміг команді виграти кубок Білорусі.
У серпні 2008 року борисовський БАТЕ, який прагнув підсилитися напередодні старту в груповому етапі Ліги чемпіонів, орендував молодого півзахисника. У борисовському клубі став важливим гравцем команди, а по завершенні сезону БАТЕ викупив контракт талановитого півзахисника, незважаючи на те, що «Динамо» вважало цей перехід «незаконним».
У Борисові почав грати в центрі поля, від опорного півзахисника до позиції «під нападником». Інколи відзначався голами з дальної дистанції. Зокрема, 6 листопада 2009 року в поєдинку Ліги Європи проти грецького АЕКа поміти вихід воротаря команди-суперниці й наважився на удар з дальної відстані, який завершився голом. 19 вересня 2012 року відзначився першим голом у воротах «Лілля», завдяки чому допоміг борисовчанам здобути першу історичну перемогу в групових етапах Ліги чемпіонів (3:1).
У сезоні 2011 року використовувався на позиції правого захисника, але на цій позиції відчував себе некомфортно. Граючи на цій позиції 28 вересня 2011 року в домашньому матчі Ліги чемпіонів проти «Барселони», йому вдалося відкрити рахунок у матчі, проте влучив у власні ворота (остаточний рахунок — 0:5).
У серпні 2012 року продовжив контракт з БАТЕ до 2015 року. Першу частину сезону 2015 року пропустив через травму, але повернувся до стартового складу з серпня.
У грудні 2015 року продовжив контракт з борисовчанами. У першій половині сезону 2016 року рідко з'являвся на полі, але, починаючи з липня, знову стабільно виходив у стартовому складі. На початку сезону 2017 року не мав стабільного місця в стартовому складі, але в травні закріпився в стартовому складі в півзахисті. У січні 2018 року по завершенні контракту з БАТЕ залишив команду.
Незабаром після відходу з БАТЕ перейшов до карагандинського «Шахтаря» й підписав контракт з казахським клубом, новим головним тренером якого став білоруський фахівець Володимир Журавель. У складі «Шахтаря» почав грати в стартовому складі. У листопаді 2018 року стало відомо, що карагандинський клуб продовжить контракт з білоруським півзахисником.
У грудні 2018 року повернувся в Білорусь, де став гравцем салігорського «Шахтаря». Однак за основну команду ніколи не грав, зіграв декілька матчів за дубль, а також опинився в запасі у фінальному матчі Кубка Білорусі, де «Шахтар» переміг над «Вітебськом» (2:0). По ззавершенні сезону 2019 року залишив солігарський клуб.
У січні 2020 року повернувся в борисовський БАТЕ.

## Кар'єра в збірній
Виступав на молодіжну збірну Білорусі на чемпіонаті Європи 2009 року у Швеції.
У жовтні 2012 року отримав перший виклик до складу головної команди Білорусі, на поєдинки кваліфікації чемпіонату світу 2014 року проти Іспанії та Грузії. 12 жовтня 2012 року дебютував у складі національної збірної Білорусі у відбірковому матчі чемпіонату світу проти Іспанії. Відзначився єдиним голом за національну команду 6 лютого 2013 року в товариському матчі зі збірною Угорщини в турецькому Белеку (1:1).

### Голи за збірну
Рахунок та результат збірної Білорусі в таблиці подано на першому місці
| #  | Датк          | Місце                                    | Суперник | Рахунок | Результат | Змагання         |
| -- | ------------- | ---------------------------------------- | -------- | ------- | --------- | ---------------- |
| 1. | 6 лютого 2013 | Спортивний центр Бкліс, Белек, Туреччина | Угорщина | 1–1     | 1–1       | Товариський матч |

## Титули й досягнення

### Клубні
«Динамо-Берестя»
- Кубок Білорусі
  -  Володар (1): 2006/07

БАТЕ
- Чемпіон Білорусі
  -  Чемпіон (10): 2008, 2009, 2010, 2011, 2012, 2013, 2014, 2015, 2016, 2017

- Кубок Білорусі
  -  Володар (3): 2009-10, 2014-15, 2019-20

- Суперкубок Білорусі
  -  Чемпіон (7): 2010, 2011, 2013, 2014, 2015, 2016, 2017

«Шахтар» (Солігорськ)
- Кубок Білорусі
  -  Володар (1): 2018-19